# ワテック
ワテック株式会社（Watec Co., Ltd.）は山形県鶴岡市に本社を置く、産業用カメラを製造・販売する精密機器メーカー。高感度カメラのパイオニアとして世界的に知られており、日本国内の他、アメリカ、中国、台湾にも拠点を置いている。

## 概要
1987年に五十嵐重美が神奈川県川崎市で光学関連機器の開発を目的として創業した。1990年に山形工場（山形県東根市）を設立、創業者の出身地だったこともあり1996年に山形県鶴岡市に本社を全面移転した。
同社が開発する高感度カメラは、ルーブル美術館をはじめとして、バッキンガム宮殿、NASAなど世界的施設への納入実績がある。現在も小型カメラのパイオニアとして世界的に展開、売上高に占める海外販売比率は8割を超え取引先は約60カ国に及んでいる。2006年には経済産業省「元気なモノづくり中小企業300社」に選定された。2018年には宇宙産業への参入も行なっている。

## 沿革
- 1987年 - 神奈川県川崎市殿町にて資本金1,300万円にて創業開始
- 1990年 - 山形県東根市に山形工場を設立
- 1994年 - 台北市に台湾支社を設立
- 1996年 - 山形県鶴岡市に本社移転
- 1997年 - 資本金を1,950万円に増資
- 1999年 - アメリカ合衆国ニューヨーク州に現地法人Genwac, Inc.を設立
- 2004年 - 資本金を2,925万円に増資 / 中国北京市に駐在員事務所を設立
- 2005年 - アメリカ現地法人Genwac, Inc.をWatec, Inc.に商号変更
- 2006年 - 経済産業省「元気なモノづくり中小企業300社」に選定される
- 2007年 - 資本金を5,850万円に増資
- 2011年 - SO9001:2008を認証取得
- 2014年 - 東京拠点開設
- 2017年 - ISO9001:2015を認証取得

## エピソード
カメラがまだ撮像管式で高価・大型だった時代に、独自の感度増幅特殊回路技術を用いることにより、CCDカメラの大きさを従来型の4分の1、重量比8分の1、価格比20分の1にすることに成功。「こんな小さなカメラで、これほどまでに鮮明な画像を映し出せるのか」と各国の買い手も驚嘆するほど独自技術のアピールに成功し、需要獲得に繋げた。当時としては画期的な大きさであるキャラメル大にしたり、2ミリメートルの穴からの撮影を実現。特殊増幅回路は真っ暗闇の中でも線香の光程度で撮影を可能にした。この特殊技術への信頼性は、スペースシャトル、ルーブル美術館、国立天文台などをはじめとして世界 60 カ国にも及ぶ納入実績が物語っており、小型カメラの世界ブランドとして高いシェアを誇っている。
近年、コロナウイルスの影響よるテレワーク導入が進み、以前より取り組んでいたウェアラブルカメラやテレビ会議向けカメラの需要が好調で、設備をフル稼働して生産にあたっている。

## 海外拠点
- アメリカ現地法人（ニューヨーク州）
- 台湾支社（台北市）
- 北京駐在員事務所（北京市）